# Джеймс Стюарт (економіст)
Сер Джеймс Стюарт (англ. Sir James Steuart [ˈstjuːərt]), третій баронет з Гудтріз (англ. Goodtrees) й Сьомий баронет з Колнессу (Coltness), 8 жовтня 1707 — 26 листопада 1780 р.), також відомий як сер Джеймс Стюарт Денхем (англ. Denham) й сер Джеймс Денхем Стюарт, був відомим шотландським якобітом й автором «ймовірно першого систематичного трактату, написаного англійською мовою про економіку» та першої книги англійською мовою з «політичною економією» у заголовку. Він додав прізвище Денхем в кінці життя; успадкував баронетство свого двоюрідного брата Колнесса у 1773 році.

## Ранні роки
Він був одним із 12 дітей сера Джеймса Стюарта, генерального адвоката Шотландії при королеві Анні та Георга I, народився у Единбурзі. Його матір'ю була Енн Далрімпл, дочка лорда Норт-Бервіка, лорда-президента Сесійного суду в Единбурзі (вища судовою інстанція з цивільних справ). Закінчивши Едінбургський університет,  він був прийнятий до Скоттіш-бару (суспільство адвокатів Шотландії) у віці двадцяти чотирьох років.
Потім він провів декілька років на континенті, й, перебуваючи в Римі, вступив у стосунки з «Молодим претендентом», Карлом Едвардом Стюартом. Він був в Единбурзі в 1745 році й настільки скомпрометував себе, що після битви при Куллодені вважав за необхідне повернутися на континент, де він залишився до 1763 року. Лише у 1771 році він був повністю помилуваний за будь-яку співучасть, яку він, можливо, спричинив до повстання. Помер у своєму сімейному місці Колтнесс у Ланаркширі.
Він одружився з леді Френсіс Уемісс (1722—1789), молодшою сестрою Девіда Уемісса, лордом Ельчо, яка зіграла визначну роль у Якобітському повстанні 1745 року. Їхній син, сер Джеймс Стюарт Денхем (1744—1839), редагував твори батька, був депутатом парламенту і полковником полка шотландських сірих драгунів (Scots Greys). Він закінчив кар'єру генерала і прожив дев'яносто п'ять років; після його смерті обидві баронетські титутли перейшли до двоюрідного брата, який помер у 1851 році. Їхня дочка Агнес вийшла заміж за Генріха Ерскіна, 10-го графа Бухана.

### Сім'я
Стюарт походив від іншого сера Джеймса Стюарта, лицаря, Единбурзького купця та завзятого пресвітеріанця, який підтримував Карла II у Британських громадянських війнах 1642—1660 років і помер у 1681 році, заробивши достатньо грошей на придбання поміщицьких маєтків для своїх синів; троє з цих синів були досить відомими, щоб їхні сім'ї отримали звання Баронета після Славної революції 1688 року. Це були: сер Томас Стюарт з Колтнесса, перший син; Сер Джеймс Стюарт з Goodtrees, Лорд Адвокат, четвертий син; Сер Роберт Стюарт з Алландале, молодший із семи синів. Адвокат лорда, сер Джеймс Стюарт з Goodtrees, був його дідом; його батько, також сер Джеймс Стюарт, був старшим сином лорда-адвоката і виріс стати генеральним адвокатом Шотландії.

### Титули
Третій баронет Гудтріз (Goodtrees), який є темою даної статті, успадкував свої баронетські титули і маєтки у віці чотирнадцяти років. Врешті-решт він придбав значну частину володінь своїх двоюрідних братів, старших ліній Стюартів. Сер Томас Стюарт з Колтнесса двічі одружувався: з Маргарет Елліот, дочкою мачухи, а потім із Сьюзан Денхем, сестрою сера Вільяма Денхема, 1-го баронета Вестшильда, майстра монетного двору в Шотландії, і мали чотирнадцять синів. Його старший син продав 1712 року маєток і особняк (але не титул) Колтнесс третьому баронету батька Гудтреса. Отже, 3-го баронета Гудтріза часто називають Кольтнесом, оскільки це був його дім.
Однак, 3-й баронет Гудтріз, врешті-решт, продав маєток Гудтріз після повернення з Франції. На той час останній син сера Томаса Стюарта успадкував баронетство Колнесса від свого батька, а також майно та баронетність Денхема Вестшильда через його матір, що створював себе серу Арчібальду Стюарту Денаму, баронету. Коли сер Аркібальд помер, у 1773 році баронетство Колтнес та майно Стюарт перейшло до сера Джеймса Стюарта; титул і майно Денхема перейшли до останнього спадкоємця Денхем, напівплемінника сера Арчібальда з боку його матері, який прийняв стиль сера Вільяма Локхарта Денхема . Коли він помер, через три роки, у 1776 р., Баронета Денхема вимерла; він також залишив своє майно, включаючи маєток Вестшильд, серу Джеймсу Стюарту, який тоді взяв ім'я Денхем, хоча він не походив.
Останні чотири роки свого життя, таким чином, він був сером Джеймсом Стюартом Денхемом, Баронетом з Колтнеса та Вестшілда. Його основна книга та посмертні зібрані твори були опубліковані під іменем сере Джеймса Стюарта; економічна література також називає його сер Джеймс Стюарт Денхем.

## Наукова діяльність

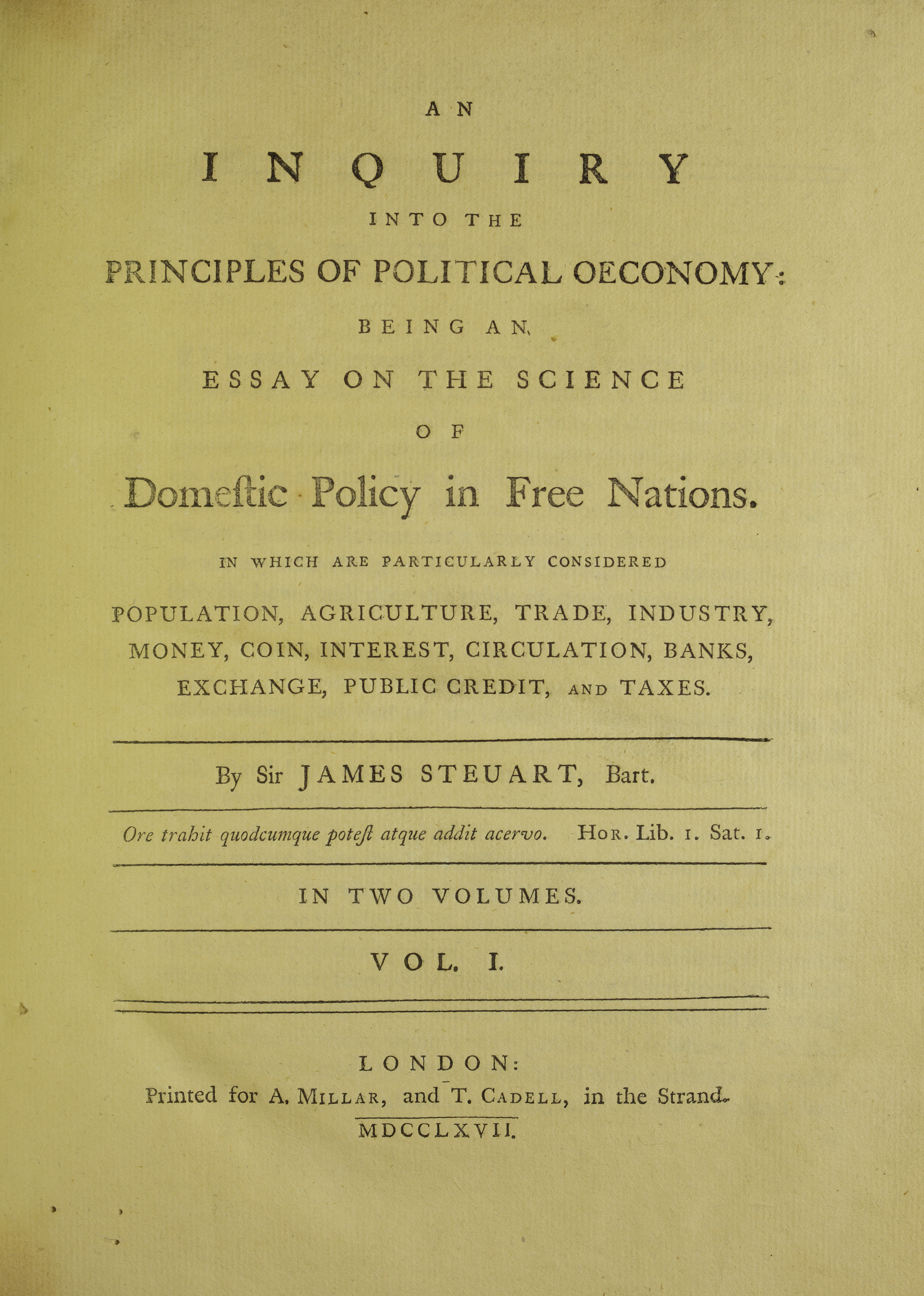
Дослідження принципів політичної економії, 1767 рік

У 1767 р. Стюарт опублікував «Дослідження принципів політичної економії» першу книгу шотландського економіста, яка містить у назві «політична економія», пояснивши використання цього терміна:
 [подібно до того, як] економіка взагалі [це] мистецтво забезпечувати всі потреби сім'ї, [так наука про політичну економію] прагне забезпечити певний фонд існування для всіх мешканців, щоб усунути всі обставини, які можуть спричинити вона нестабільна; забезпечувати кожну річ, необхідну для забезпечення потреб суспільства, і працевлаштовувати мешканців … таким чином, як, природно, створювати взаємні відносини і залежності між ними, щоб забезпечити взаємні потреби. 
 Книга була найповнішим та систематизованим оглядом науки з точки зору помірного меркантилізму, що з'явився в Англії, і справді першим повноцінним економічним трактатом, що з'явився де завгодно. Також німецький філософ Гегель визнав цю книгу і написав коментар до неї в 1799 році. Хоча її часто розглядають як частину шотландського Просвітництва, що призвело до Девіда Хьюма та Адама Сміта, економіка Стюарта повертається до більш ранньої епохи меркантилістів.
Меркантилізм — це школа думок, яка вважала, що позитивний торговий баланс має першочергове значення для будь-якої нації й вимагає заборони експорту золота та срібла. Ця теорія призвела до високих захисних тарифів для максимального використання внутрішніх ресурсів, колоніальної експансії та ексклюзивності торгівлі з цими колоніями. Британські спроби наслідувати меркантилістичні ідеї призвели до чотирьох англо-голландських навігаційних війн та американських колоніальних війн 1776–1781 та 1812 років. Крім того, у 1815 р. Британія прийняла високий тариф, назвавши закони про кукурудзу на всю імпортну пшеницю за пропозицією радників з меркантилістів. Дебати з приводу законів про кукурудзу були б жорсткими й домінували б у політичній дискусії та займали б усі британські уряди до моменту скасування кукурудзяних законів у 1846 році.
На рівні будь-якої окремої операції з продажу меркантилізм стверджував, що прибуток розвивався в точці продажу. Стюарт вважав, що прибуток — це лише «надбавка» при відчуженні (продажу) товару. Стюарт не був чистим меркантилістом, проте він вірив у «наукову форму меркантилізму». Стюарт стверджував, що весь прибуток виникає від того, що продавець «перезаряджає» покупця в будь-якій одній операції з продажу. Однак Стюарт дозволив, щоб «прибуток», отриманий за допомогою обміну, «коливався» зі зростанням та / або падінням попиту. Досі, як і всі хороші меркантилісти, погляд Стюарта залишався на біржі як творець прибутку, і він не визнавав цінності товару перед продажем.
Стюарт був одним з останніх представників меркантилістичної школи економічної думки.
Незважаючи на те, що робота була добре сприйнята, її вплив був затьмарений Багатством націй Сміта, яке було опубліковане лише через дев'ять років. Адам Сміт ніколи не цитує і не згадує книги Стюарта, хоча з ним був знайомий. Стверджувалося, що Сміт уникав міркувань Стюарта, оскільки вони підірвали б його Утопію. Щобільше, напади на меркантилізм у «Багатстві націй», здається, були спрямовані переважно на Стюарта. Оскільки, схоже, Сміт думав, що розповідь Стюарта була кращою за його книгу, він, мабуть, хотів уникнути суперечок з ним. Книга Стюарта була сприятливо сприйнята століттями пізніше членами Історичної школи економіки.